# 悠遊卡

電子票證透過感應式付款

悠遊卡是臺灣一種非接觸式儲值卡IC卡（智慧卡），由悠遊卡公司發行。目前發行張數一億一千多萬張，使用範圍已經擴及臺鐵、台灣高鐵（需為可自動加值之悠遊聯名卡）、臺北捷運、新北捷運、桃園捷運、臺中捷運、高雄捷運、沖繩部分商店，以及全台灣各大縣市的公車、台灣好行公車和部份的國道客運，可於交通用途或全臺灣陸續增加的商店及政府機關使用。

## 簡介
悠遊卡是採用RFID技術（NXP的MIFARE技術），由悠遊卡股份有限公司所發行，類似一卡通等，可用於搭乘大臺北地區交通運輸工具、停車場、醫院、動物園、圖書館等處使用。截至2018年12月底，悠遊卡發行總數已經超過8,700萬張，悠遊聯名卡發行總數超過1,700萬張，每年交易超過24.4億筆，每年小額消費也超過3.1億筆。
因應行動支付風潮，2020年3月推出「悠遊付」功能，允許使用者綁定20張悠遊卡並開啟自動加值功能。除此之外，也推出QR-Code行動支付功能，讓悠遊卡服務範圍更加多元。
悠遊卡可支付臺灣多個縣市大眾運輸工具的搭乘費用，主要使用的範圍集中在全臺各縣市，包括捷運、鐵路、公車、公路客運、國道客運、渡船等等。悠遊卡亦可支付與交通相關服務的費用，包括路邊停車、停車場、公共單車及電動二輪車租借、計程車等。

## 票卡種類

### 普通卡
任何人皆可購買，2012年8月11日發行，在四大超商（7-ELEVEN、全家便利商店、萊爾富、OK超商）、台北捷運／新北捷運/桃園捷運／台中捷運/高雄捷運各車站旅客詢問處、台北捷運／新北捷運/桃園捷運/台中捷運/高雄捷運各車站內自助售卡加值機販售及悠遊卡公司客服中心可購

### 學生卡
購買時需本人出示學生證，不得由他人代購，2014年12月15日發行，在四大超商（7-ELEVEN、全家便利商店、萊爾富、OK超商)台北捷運／新北捷運／桃園捷運／台中捷運／高雄捷運各車站旅客詢問處及悠遊卡公司客服中心可購得。購買後，須於首次搭乘北北基公車20日內完成記名，否則自動轉為普通卡。

### 優待卡
購買時若為身心障礙者需出示身心障礙證明，65歲以上長者需出示相關身分證明文件，2012年8月11日發行，在四大超商（7-ELEVEN、全家便利商店、萊爾富、OK超商）、台北捷運／新北捷運／桃園捷運／台中捷運／高雄捷運各車站旅客詢問處及悠遊卡公司客服中心可購得。

## 數位證件
政府單位或民間企業可向悠遊卡公司訂製結合員工證、門禁卡、考勤卡等識別證件的特製悠遊卡，可與保全門禁、考勤系統整合。已經使用的政府單位和企業包括立法院、環境部、台北市政府、新北市政府、新竹市政府、台北市政府捷運工程局、台北榮民總醫院、台北捷運公司、悠遊卡公司、飛利浦等等。
學校也可將學生證和教師證悠遊卡整合，成為「數位學生證」，可以用作校務資訊用途、簽到退、借書證等，亦可作為校園內宿舍、教室、實驗室等區域的門禁管理。另外，數位學生證具有學生到離校簡訊即時回報功能，學校合作社並具有小額消費的功能。目前台北市及新竹市市立的國小、國中、高中的學生證已經全面改為數位學生證；而台北市、新北市、桃園市、新竹市、台中市、宜蘭縣也有多所公私立大學採用此系統。

## 吉祥物BeBe

### 初登場
新一代晶片悠遊卡上市記者會

### 人物形象
BeBe是悠遊卡的吉祥物，為白色倉鼠小精靈。耳朵顏色為悠遊卡代表的四個顏色，肚子上有悠遊卡標誌。

### 名字由來
「BeBe」音似刷卡聲。

## 資訊安全
2010年7月，台大電機系教授鄭振牟於第六屆台灣駭客年會（HITCON 2010）中展示如何修改悠遊卡金額。
在2010年12月的混沌通讯大会上，德國開發者哈拉爾德·韋爾特展示修改悠遊卡的程式，並認為“藉由封鎖資訊來假裝安全，是不負責任的作法”。他說，悠遊卡公司很早便知道問題，台灣的學者專家也曾四處呼籲奔走，但仍無法阻止系統上線。
2011年5月，台北市電腦保安公司的電腦工程師吳東霖找到破解悠遊卡加密的程式，自製感應線圈，修改悠遊卡儲值内容後在超商消費；2011年9月，吳東霖被查獲。2013年3月，士林地院以他意在破解技術而非牟利，依變造電子票證罪判刑2年，緩刑5年，賠償悠遊卡公司100萬元，並向檢方指定的機構提供240小時的電腦資訊教育訓練。共犯超商店員江俊達被判1年2月，並支付10萬元給悠遊卡公司，緩刑4年。
2020年至2024年間，未經悠遊卡公司授權擅自複製悠遊卡的案例層出不窮，悠遊卡公司主要以報警提告等方式來嚇阻相關不法行為。雖然悠遊卡本身加密區塊的安全性已經被破解，悠遊卡公司仍可靠後端清算系統查出異常交易，因此未有任何持卡人或特約商店受到財產損失。
2025年6月，台北市一名17歲高中生，修改悠遊卡卡片餘額，半年內退款約40次總計非法獲利超過60萬元新台幣。

## 歷史
2000年3月6日：台北捷運公司轉投資正式成立台北智慧卡票證股份有限公司（悠遊卡股份有限公司前身）。
2002年6月：台北智慧卡票證股份有限公司開始發行悠遊卡的普通卡與學生軍警卡於台北捷運的十座車站，台北捷運亦同時開始接受使用。
2002年6月12日：悠遊卡全面發行。
2002年9月30日：悠遊卡在大臺北地區公車及台北捷運系統全面上線，同時發行「悠遊卡上市紀念版」。悠遊卡上市紀念版由蕭文平設計，底色為冷銀色，質材類似信用卡白金卡加銀粉。
2003年6月：開放申請悠遊卡敬老卡、愛心卡。
2004年1月18日：發行「我的悠遊卡」（MY EASYCARD）個性卡。
2004年6月29日：悠遊卡發行量突破400萬張。
2004年7月10日：悠遊卡發行迷你交通智慧卡──迷你悠遊卡。
2005年1月22日：發行雞年生肖悠遊套卡，為十二生肖悠遊卡的首發。
2005年2月7日：悠遊卡發行量突破500萬張。
2005年4月16日：試辦用悠遊卡搭計程車，這使臺北繼上海之後，成為世界第二個使用交通智慧卡支付計程車車資的城市。
2005年4月30日：慶祝悠遊卡突破500萬張，推出「城市紀念版」。
2005年6月20日：試辦「悠遊記名卡」，具有掛失功能，可將卡片餘額取回，預定當年年底前開始發行。
2005年9月2日：測試悠遊手機「EasyMO」，並預告相關產品最快於當年年底前出現。
2005年9月20日：於全家便利商店及手錶廠商「Swatch」（帥奇）專櫃開始預購及發售共同開發的「Swatch Access」悠遊錶。
2005年10月23日：悠遊卡發行突破600萬張。
2005年10月31日：「悠遊記名卡」正式上路。
2006年2月22日：自動販售機停止販售學生軍警卡。
2006年6月26日：於7-11、全家便利商店及Swatch（帥奇）專櫃開始預購及發售「Swatch Access」悠遊情人對錶。
2006年7月18日：與國泰世華銀行、中國信託商業銀行、台北富邦銀行、台新銀行合作發行的悠遊聯名卡正式啟用。
2007年8月30日：悠遊卡突破1000萬張。
2007年9月1日：將基隆交通卡併入互通，改為基隆悠遊卡。
2007年10月13日：推出千萬紀念版悠遊卡。
2007年11月27日：中華電信發表與台北智慧卡、BenQ等單位合作研發的NFC（近距離無線通訊）悠遊手機。
2007年11月28日：威寶電信推出「威通悠遊卡」，是搶先一步將SIM卡結合悠遊卡的產品商業化應用。
2007年12月10日：推出宜蘭悠遊卡。
2007年與同公司發行的基隆交通卡整合成功，北基二地不再多卡，改為雙卡合一。之後，分別推出宜蘭悠遊卡及馬祖悠遊卡，使民眾能達到「一卡在手，暢行無阻」的理想。2009年《電子票證發行管理條例》三讀通過後，悠遊卡成為當時全臺灣唯一非銀行機構發行儲值卡，能跨足交通與小額消費市場領域，可利用的範圍遍及全臺灣。
2008年3月28日：推出馬祖悠遊卡。
2008年6月20日：臺鐵在臺北車站－樹林車站間試辦悠遊卡票證服務。
2008年8月1日：臺鐵多卡通服務範圍擴大至基隆車站－中壢車站間19站，同日起發售「臺鐵悠遊卡」紀念版。
2008年8月8日：為更清楚表達公司業務內容，台北智慧卡票證股份有限公司正式更名為悠遊卡股份有限公司，其組織、業務皆不變。
2008年8月16日：悠遊卡造型變身，推出Hello Kitty悠遊飾品。
2008年12月29日：皇家客運開通使用悠遊卡，悠遊卡使用範圍正式拓展至公路客運。
2009年3月20日：跨越臺北縣、臺北市、基隆市、宜蘭縣共115條公路客運與國道客運開通使用悠遊卡。
2009年5月18日：悠遊卡使用範圍跨進臺中市7條TTJ捷運公車，開啟悠遊卡進軍中南部的里程碑。
2009年6月11日：悠遊卡宣布與統一超商icash卡建立策略聯盟，將發行「icash悠遊卡」。
2009年7月23日：悠遊卡公司正式向金管會申請成為多用途電子票證發行機構，通過後預計在年底悠遊卡轉為多功能卡，使用範圍將擴展至零售業。
2010年1月28日：金管會核准悠遊卡公司所申請辦理電子票證業務案，將可在零售業商店進行小額消費。
2010年4月1日：悠遊卡正式導入小額消費店家，成為新的付款方式，使用範圍擴及全國。
2010年4月28日：悠遊卡台中客服開幕。
2010年10月28日：悠遊卡與中華電信、7-11便利店聯合成立悠遊卡紅利積點策略聯盟。
2011年1月1日：臺鐵、公路客運試辦啟用多卡通，悠遊卡正式進入南部交通領域。臺鐵使用範圍擴大至除暖暖車站以外瑞芳車站－新竹車站以及臺南車站－沙崙車站。
2011年4月：更換悠遊卡公車新版驗票機，提供一卡通等外縣市票卡感應使用。
2011年6月1日：大臺北及中彰投公車正式啟用多卡通新版驗票機，可用悠遊卡等四種票卡感應使用。
2011年6月30日：臺鐵擴大多卡通之使用範圍，北部增加侯硐車站、雙溪車站、貢寮車站、福隆車站等4站。南部則由臺南車站往北延伸至南科車站。
2011年11月11日：臺鐵擴大多卡通之使用範圍，北部增加內灣線的世博車站（千甲車站）、竹科（新莊車站）、竹中車站、六家車站、竹東車站及內灣車站等6站。
2011年12月15日：銀行發行之悠遊聯名卡可搭乘台灣高鐵之自由座，高鐵閘門可使用自動加值功能，於出站時扣除票款。
2012年3月30日：臺鐵暖暖車站啟用多卡通服務。
2012年4月9日：第一銀行特與悠遊卡公司再度攜手合作開辦「悠遊卡儲值」業務，自4月9日起，悠遊卡持卡人可透過第一銀行國內190家營業單位辦理「悠遊卡」及「悠遊聯名卡」之儲值服務。
2012年5月2日：復興航空與悠遊卡公司簽約，悠遊卡正式可使用在復興航空所有國內線航班。
2012年8月11日：悠遊卡公司推出「新一代晶片悠遊卡」，不僅強化未來應用空間，也可選擇設定記名功能，只要透過讀卡機就可以連上網路查詢悠遊卡交易記錄，若是不幸遺失，悠遊卡公司也將負擔掛失6小時後的卡片餘額損失。
2013年5月30日：臺鐵擴大多卡通之使用範圍，北部由新竹車站向南延伸至苗栗車站等六站，南部由南科車站向北延伸至後壁車站等7站。
2013年8月1日：記名卡掛失自負風險時間將由現行的6小時縮短為3小時，即持卡人完成記名卡掛失手續後，掛失3小時後卡片餘額均可返還，悠遊卡公司將負擔掛失3小時後遭冒用金額。
2013年9月30日：臺鐵擴大多卡通之使用範圍，北部新增平溪線各站、內灣線，南部由後壁車站向北延伸至林內車站、由保安車站向南延伸至屏東車站。
2014年1月9日：配合臺鐵深澳線復駛，海科館車站啟用多卡通服務。
2014年9月25日：為防學生悠遊卡冒用，本日起學生卡全面改採用記名，無記名押金制學生悠遊卡本日起停售，現行流通之無記名押金制學生卡（含基隆版）於2015年10月起，自動轉換為普通卡。
2015年2月27日：臺鐵從本日至3月15日止，提供中部地區多卡通使用，範圍為豐原/大甲－員林。
2015年4月1日：與全家便利商店合資設立點鑽整合行銷策略聯盟的紅利集點平台「UUPON紅利」上線，以悠遊卡為會員載具發展紅利集點。
2015年6月30日：臺鐵加入中部地區和宜蘭線，西部幹線與宜蘭線全面貫通，多卡通自本日起可一路使用於基隆車站－屏東車站、八堵車站－蘇澳車站間及各支線。
2015年10月15日：臺鐵擴大多卡通之使用範圍，由屏東車站向南延伸至潮州車站。
2016年1月1日：臺鐵擴大多卡通之使用範圍，由潮州車站向南延伸至枋寮車站。
2016年3月1日：臺鐵擴大多卡通之使用範圍，由北迴線蘇澳新站延伸至花蓮車站。
2016年6月28日：臺鐵擴大多卡通之使用範圍，由臺東線吉安車站延伸至南迴線加祿車站，至此環島鐵路全面使用悠遊卡目標達成。
2016年7月1日：擴大使用範圍至高雄捷運紅線及橘線。
2016年8月1日：全面停售押金制悠遊卡（可退卡），原有押金制悠遊卡仍可退卡，之後發售的悠遊卡皆為賣斷式，不再退押金（製卡費）。
2016年12月9日：以悠遊卡乘坐臺鐵超過70公里者不再需要額外現金補票。
2017年4月20日：在高雄使用悠遊卡搭乘公車、渡輪與一卡通同步優惠，但依然無法使用C-Bike。
2018年2月13日：高雄捷運公司於2018年2月9日宣布，經過數月的協調和中央及地方主管機關協助，雙方協商後高雄捷運和悠遊卡公司已經達成合作協議，決定從2018年2月13日起，高雄捷運各站服務台都能提供悠遊卡人工加值服務，悠遊卡持卡人於同日起，也可持卡搭乘高雄環狀輕軌，持悠遊卡也可享高捷和輕軌優惠。高捷公司正積極趕工，預計2018年5月底前，全面開通高雄捷運機器加值服務，持悠遊卡也可租借高雄市公共腳踏車City Bike，完成高捷多卡通的最後一塊拼圖。高捷請民眾善用悠遊卡、有錢卡及一卡通搭乘高雄輕軌，免去排隊買票的等待，也同享2018年2月28日前空氣品質不良公共運輸免費搭乘的福利。
2019年2月11日：獲得金融監督管理委員會核准，兼營電子支付業務。
2020年3月17日：Samsung Pay啟用悠遊卡功能。
2020年3月23日：正式推出悠遊付，開放自動加值悠遊卡功能，未來將推出線上辦1280月票功能。
2021年5月20日：為了響應防疫，提供商店更多元的實聯制選擇，推出商店「實聯制神器」，讓商店可以透過手機，即可向訪客輕鬆掃碼，確實完成實聯登記。
2021年9月1日：阿里山林業鐵路引入悠遊卡購票。
2022年10月4日：推出可透過手機NFC功能加值的SuperCard超級悠遊卡，因透過手機加值的功能僅安卓手機可使用而引發蘋果手機使用者不滿，進而被雜誌報導。
2022年11月7日：沖繩縣部分商家正式開通跨境使用。